# Дискография Kiss
Нижеприведённые данные — полная дискография американской рок-группы Kiss, исключая бутлеги, либо несанкционированные издания. Первый состав сформированной в 1973 году группы, — самый успешный и узнаваемый за её историю, — включал в себя басиста Джина Симмонса, ритм-гитариста Пола Стэнли, соло-гитариста Эйса Фрейли и ударника Питера Крисса. Группа известна сценическими макияжами её участников, а также концертными шоу, сопровождающимися различными пиротехническими эффектами.

## Дискография

### Студийные альбомы
| Год  | Название                              | Позиция в чарте (US) | Выдача свидетельства ААЗК | Члены |
| ---- | ------------------------------------- | -------------------- | ------------------------- | --- |
| 1974 | Kiss                                  | 87                   | золотой                   | Пол Стэнли, Джин Симмонс, Эйс Фрейли, Питер Крисс                                                                             |
| 1974 | Hotter Than Hell                      | 100                  | золотой                   | Пол Стэнли, Джин Симмонс, Эйс Фрейли, Питер Крисс                                                                             |
| 1975 | Dressed to Kill                       | 32                   | золотой                   | Пол Стэнли, Джин Симмонс, Эйс Фрейли, Питер Крисс                                                                             |
| 1976 | Destroyer                             | 11                   | платиновый                | Пол Стэнли, Джин Симмонс, Эйс Фрейли, Питер Крисс                                                                             |
| 1976 | Rock and Roll Over                    | 11                   | платиновый                | Пол Стэнли, Джин Симмонс, Эйс Фрейли, Питер Крисс                                                                             |
| 1977 | Love Gun                              | 4                    | платиновый                | Пол Стэнли, Джин Симмонс, Эйс Фрейли, Питер Крисс                                                                             |
| 1979 | Dynasty                               | 9                    | платиновый                | Пол Стэнли, Джин Симмонс, Эйс Фрейли, Питер Крисс, Энтон Фиг (Сессионный барабанщик)                                          |
| 1980 | Unmasked                              | 35                   | золотой                   | Пол Стэнли, Джин Симмонс, Эйс Фрейли, Питер Крисс, Энтон Фиг (Сессионный барабанщик)                                          |
| 1981 | Music from “The Elder”                | 75                   |                           | Пол Стэнли, Джин Симмонс, Эйс Фрейли, Эрик Карр                                                                               |
| 1982 | Creatures of the Night                | 45                   | золотой                   | Пол Стэнли, Джин Симмонс, Эйс Фрейли, Эрик Карр, Винни Винсент (Сессионный гитарист)                                          |
| 1983 | Lick It Up                            | 24                   | платиновый                | Пол Стэнли, Джин Симмонс, Винни Винсент, Эрик Карр                                                                            |
| 1984 | Animalize                             | 20                   | платиновый                | Пол Стэнли, Джин Симмонс, Марк Сент-Джон, Эрик Карр                                                                           |
| 1985 | Asylum                                | 20                   | золотой                   | Пол Стэнли, Джин Симмонс, Брюс Кулик, Эрик Карр                                                                               |
| 1987 | Crazy Nights                          | 18                   | платиновый                | Пол Стэнли, Джин Симмонс, Брюс Кулик, Эрик Карр                                                                               |
| 1989 | Hot in the Shade                      | 29                   | платиновый                | Пол Стэнли, Джин Симмонс, Брюс Кулик, Эрик Карр                                                                               |
| 1992 | Revenge                               | 6                    | платиновый                | Пол Стэнли, Джин Симмонс, Брюс Кулик, Эрик Сингер                                                                             |
| 1997 | Carnival of Souls: The Final Sessions | 27                   |                           | Пол Стэнли, Джин Симмонс, Брюс Кулик, Эрик Сингер                                                                             |
| 1998 | Psycho Circus                         | 3                    | платиновый                | Пол Стэнли, Джин Симмонс, Эйс Фрейли, Питер Крисс, Томми Тайер (Сессионный гитарист), Кевин Валентайн (Сессионный барабанщик) |
| 2009 | Sonic Boom                            | 2                    |                           | Пол Стэнли, Джин Симмонс, Томми Тайер, Эрик Сингер                                                                            |
| 2012 | Monster                               | 3                    |                           | Пол Стэнли, Джин Симмонс, Томми Тайер, Эрик Сингер                                                                            |

### Концертные альбомы
| Год  | Название                | Позиция в чарте (US) | Выдача свидетельства RIAA | Члены                                                                      |
| ---- | ----------------------- | -------------------- | ------------------------- | -------------------------------------------------------------------------- |
| 1975 | Alive!                  | 9                    | золотой                   | Пол Стэнли, Джин Симмонс, Эйс Фрейли, Питер Крисс                          |
| 1977 | Alive II                | 7                    | 2 × платиновый            | Пол Стэнли, Джин Симмонс, Эйс Фрейли, Питер Крисс                          |
| 1993 | Alive III               | 9                    | золотой                   | Пол Стэнли, Джин Симмонс, Брюс Кулик, Эрик Сингер                          |
| 1996 | Kiss Unplugged          | 15                   | золотой                   | Пол Стэнли, Джин Симмонс, Брюс Кулик, Эрик Сингер, Эйс Фрейли, Питер Крисс |
| 2003 | Kiss Symphony: Alive IV | 18                   | платиновый                | Пол Стэнли, Джин Симмонс, Томми Тайер, Питер Крисс                         |
| 2008 | Kiss Alive 35           |                      |                           | Пол Стэнли, Джин Симмонс, Томми Тайер, Эрик Сингер                         |

### Сборники
| Год  | Название                                              | Позиция в чарте (US) | Выдача свидетельства RIAA | Недавно выпущенное содержимое |
| ---- | ----------------------------------------------------- | -------------------- | ------------------------- | ----------------------------- |
| 1976 | The Originals                                         | 36                   |                           | Нет                           |
| 1978 | Double Platinum                                       | 22                   | платиновый                | Да                            |
| 1982 | Killers                                               |                      |                           | Да                            |
| 1988 | Smashes, Thrashes & Hits                              | 21                   | 2 × платиновый            | Да                            |
| 1988 | Chikara                                               |                      |                           | Да                            |
| 1996 | You Wanted the Best, You Got the Best!! (live)        | 17                   | золотой                   | Да                            |
| 1997 | Greatest Kiss                                         | 77                   |                           | Нет                           |
| 2001 | The Box Set                                           | 128                  | золотой                   | Да                            |
| 2002 | The Very Best of Kiss                                 | 52                   | золотой                   | Нет                           |
| 2003 | The Best of Kiss: The Millennium Collection           |                      | золотой                   | Нет                           |
| 2004 | The Best of Kiss, Volume 2: The Millennium Collection |                      |                           | Нет                           |
| 2005 | Gold                                                  |                      |                           | Нет                           |
| 2005 | Kiss Chronicles: 3 Classic Albums                     |                      |                           | Нет                           |
| 2006 | The Best of Kiss, Volume 3: The Millennium Collection |                      |                           | Нет                           |
| 2006 | Kiss Alive! 1975-2000                                 |                      |                           | Да                            |

## Синглы
| Год                | Сингл                                                               | Позиция в чарте | Позиция в чарте    | Альбом                                |
| Год                | Сингл                                                               | US Hot 100      | US Mainstream Rock | Альбом                                |
| ------------------ | ------------------------------------------------------------------- | --------------- | ------------------ | ------------------------------------- |
| March 28, 1974     | «Nothin’ to Lose» / «Love Theme from Kiss»                          | -               | -                  | Kiss                                  |
| May 10, 1974       | «Kissin’ Time» / «Nothin’ to Lose»                                  | #83             | -                  | Kiss                                  |
| August 10, 1974    | «Strutter» / «100,000 Years»                                        | -               | -                  | Kiss                                  |
| October 22, 1974   | «Let Me Go, Rock ’n’ Roll» / «Hotter than Hell»                     | -               | -                  | Hotter Than Hell                      |
| April 2, 1975      | «Rock and Roll All Nite» / «Getaway»                                | #68             | -                  | Dressed to Kill                       |
| July 10, 1975      | «C’mon and Love Me» / «Getaway»                                     | -               | -                  | Dressed to Kill                       |
| October 14, 1975   | «Rock and Roll All Nite» (Live) / «Rock and Roll All Nite»          | #12             | -                  | Alive!                                |
| March 1, 1976      | «Shout It Out Loud» / «Sweet Pain»                                  | #31             | -                  | Destroyer                             |
| April 30, 1976     | «Flaming Youth» / «God Of Thunder»                                  | #74             | -                  | Destroyer                             |
| July 28, 1976      | «Detroit Rock City» / «Beth»                                        | #7              | -                  | Destroyer                             |
| November 1, 1976   | «Hard Luck Woman» / «Mr Speed»                                      | #15             | -                  | Rock and Roll Over                    |
| February 13, 1977  | «Calling Dr. Love» / «Take Me»                                      | #16             | -                  | Rock and Roll Over                    |
| June 1, 1977       | «Christine Sixteen» / «Shock Me»                                    | #25             | -                  | Love Gun                              |
| July 31, 1977      | «Love Gun» / «Hooligan»                                             | #61             | -                  | Love Gun                              |
| October 14, 1977   | «Shout It Out Loud» (Live) / «Nothin' to Lose» (Live)               | #54             | -                  | Alive II                              |
| February 22, 1978  | «Rocket Ride» / «Tomorrow and Tonight» (Live)                       | #39             | -                  | Alive II                              |
| April 2, 1978      | «Strutter ’78» / «Shock Me»                                         | -               | -                  | Double Platinum                       |
| May 20, 1979       | «I Was Made for Lovin’ You» / «Hard Times»                          | #11             | -                  | Dynasty                               |
| September 30, 1979 | «Sure Know Something» / «Dirty Livin'»                              | #47             | -                  | Dynasty                               |
| June 1, 1980       | «Shandi» / «She’s So European»                                      | #47             | -                  | Unmasked                              |
| November 1, 1980   | «Tomorrow» / «Naked City»                                           | -               | -                  | Unmasked                              |
| November 22, 1981  | «A World Without Heroes»/ «Dark Light»                              | -               | -                  | Music From 'The Elder'                |
| October 13, 1982   | «I Love It Loud» / «Danger»                                         | -               | -                  | Creatures Of The Night                |
| September 18, 1983 | «Lick It Up» / «Dance All over Your Face»                           | #66             | #19                | Lick It Up                            |
| February 6, 1984   | «All Hell’s Breakin’ Loose» / «Young and Wasted»                    | -               | -                  | Lick It Up                            |
| September 19, 1984 | «Heaven’s on Fire» / « Lonely Is the Hunter»                        | #49             | #11                | Animalize                             |
| January 13, 1985   | «Thrills in the Night» / « Burn Bitch Burn»                         | -               | -                  | Animalize                             |
| September 16, 1985 | «Tears Are Falling» / «Any Way You Slice It»                        | #51             | #20                | Asylum                                |
| January 3, 1986    | «Uh! All Night» / «Trial By Fire»                                   | -               | -                  | Asylum                                |
| August 18, 1987    | «Crazy Crazy Nights» / «No No No»                                   | #65             | #37                | Crazy Nights                          |
| November 12, 1987  | «Reason to Live» / «Thief in the Night»                             | #64             | #34                | Crazy Nights                          |
| February 27, 1988  | «Turn On the Night» / «Hell or High Water»                          | -               | -                  | Crazy Nights                          |
| October 11, 1988   | «Let’s Put the X in Sex» / «Calling Dr Love»                        | #97             | -                  | Smashes, Thrashes and Hits            |
| March 3, 1989      | «(You Make Me) Rock Hard» / «Strutter»                              | -               | -                  | Smashes, Thrashes & Hits              |
| October 17, 1989   | «Hide Your Heart»                                                   | #66             | #22                | Hot in the Shade                      |
| January 5, 1990    | «Forever» / «The Street Giveth & The Street Taketh Away»            | #8              | #17                | Hot in the Shade                      |
| April 1, 1990      | «Rise to It» / «Silver Spoon»                                       | #81             | #40                | Hot in the Shade                      |
| 1992               | «God Gave Rock ’N’ Roll to You II»                                  | -               | #21                | Revenge                               |
| 1992               | «Domino» / «Carr Jam 1981»                                          | -               | #26                | Revenge                               |
| 1992               | «I Just Wanna»                                                      | -               | #34                | Revenge                               |
| 1992               | «Everytime I Look at You» / «Spit»                                  | -               | -                  | Revenge                               |
| 1993               | «I Love It Loud»                                                    | -               | #22                | Alive III                             |
| 1996               | «Rock And Roll All Night»                                           | -               | #13                | Kiss Unplugged                        |
| 1997               | «Jungle»                                                            | -               | #8                 | Carnival Of Souls: The Final Sessions |
| 1998               | «Psycho Circus»                                                     | -               | #1                 | Psycho Circus                         |
| 1999               | «You Wanted the Best»                                               | -               | #22                | Psycho Circus                         |
| 2012               | «Hell Or Hallelujah»                                                | -               | -                  | Monster                               |
| 2015               | «Yume no Ukiyo ni Saite Mi na» (c Momoiro Clover Z) (только Япония) |                 |                    | Hakkin no Yoake                       |

Примечание: Синглы Beth и I Was Made For Lovin' You были признаны RIAA как золотые.

### Саундтреки из фильмов
- «I Was Made for Lovin’ You» — Бесконечная любовь (1981)
- «God Gave Rock ’N’ Roll to You II» — Новые приключения Билла и Теда (1991)
- «Rock and Roll All Nite» — Под кайфом и в смятении (1993)
- «Mr. Speed» — Скорость (1994)
- «Beth» — Красивые девушки (1996)
- «Detroit Rock City», «Nothing Can Keep Me from You», «Shout It Out Loud» — Детройт — город рока (1999)
- «Heaven’s on Fire» — Счастливые номера (2000)
- «Lick it Up» — Рок-звезда (2001)
- «God of Thunder» — Хэллоуин 2007 (2007)
- «Beth» — Ночь с Бет Купер (2009)
- «Detroit Rock City» — Дилемма (2011)
- «Calling Dr. Love» — Супер Майк (2014)
- «Rock And Roll All Nite», «I Was Made For Lovin' You» – Почему он? (2016)

### Видеоклипы
- 01. Rock and Roll All Nite (1975)
- 02. C’mon and Love Me (1975)
- 03. I Was Made For Lovin' You (1979)
- 04. Sure Know Something (1979)
- 05. Shandi (1980)
- 06. A World Without Heroes (1981)
- 07. I (1981)
- 08. I Love It Loud (1982)
- 09. Lick It Up (1983)
- 10. All Hell’s Breakin' Loose (1983)
- 11. Heaven’s on Fire (1984)
- 12. Thrills in the Night (1984)
- 13. Tears Are Falling (1985)
- 14. Who Wants to Be Lonely (1985)
- 15. Uh! All Night (1985)
- 16. Rock and Roll All Nite (Live) (1986)
- 17. Crazy Crazy Nights (1987)
- 18. Reason to Live (1987)
- 19. Turn On the Night (1988)
- 20. Let’s Put the 'X' in Sex (1989)
- 21. (You Make Me) Rock Hard (1989)
- 22. Hide Your Heart (1989)
- 23. Rise to It (1989)
- 24. Forever (1989)
- 25. God Gave Rock 'N' Roll to You II (1991)
- 26. Unholy (1992)
- 27. I Just Wanna (1992)
- 28. Domino (1992)
- 29. Every Time I Look at You (1992)
- 30. I Love It Loud (Live) (1993)
- 31. Shout It Out Loud (Live) (1997)
- 32. Psycho Circus (1998)
- 33. Modern Day Delilah (2009)
- 34. Right here, right now! (2012)